# 朱谈林
朱谈林（1931年—），男，上海人，中华人民共和国政治人物。曾任北人印刷机械股份有限公司董事长。新中国60年百名优秀出版人物。